# تینامایسین
تینامایسین (به انگلیسی: Thienamycin) آنتی‌بیوتیکی بسیار قوی و مؤثر بر باکتری‌های گرم مثبت و گرم منفی است. تینامایسین با فرمول شیمیایی C۱۱H۱۶N۲O۴S یک ترکیب شیمیایی با شناسهٔ پاب‌کم ۴۴۱۱۲۸ و جرم مولی ۲۷۲٫۳۲ g/mol است.

## کارکرد
در شرایط درون‌کشتگاهی (In Vitro)، تینامایسین از راه ایجاد اختلال در سنتز دیوارهٔ سلولی (بیوسنتز پپتیدوگلیکان) باکتری‌های گوناگون گرم مثبت و گرم منفی (استافیلوکوکوس اورئوس، استافیلوکوکوس اپیدرمیدیس، سودوموناس آئروژینوزا و…) از عملکرد مشابهی مانند پنی‌سیلین‌ها استفاده می‌کند. اگرچه تینامایسین به تمام پروتئین‌های متصل‌شونده به پنی‌سیلین (PBPs) در اشریشیا کلی متصل می‌شود، اما ترجیحاً به PBP-1 و PBP-2 متصل می‌شود، که هر دو با افزایش طول دیوارهٔ سلولی ارتباط دارند.
برخلاف پنی‌سیلین‌ها که از راه هیدرولیز سریع توسط آنزیم بتا-لاکتاماز موجود در برخی از گونه‌های باکتری بی‌اثر می‌شوند، تینامایسین همچنان ضد میکروبی فعال است. این دارو فعالیت بالایی را در برابر باکتری‌هایی که به سایر ترکیبات پایدار با بتا-لاکتاماز (سفالوسپورین‌ها) مقاوم بودند نشان داد و برتری تینامایسین به‌عنوان یک آنتی‌بیوتیک در میان بتا-لاکتام‌ها را برجسته کرد.